# Saint-Crespin-sur-Moine
Pour l’article ayant un titre homophone, voir Saint-Crépin.
Saint-Crespin-sur-Moine est une ancienne commune française située dans le département de Maine-et-Loire, en région Pays de la Loire, devenue le 15 décembre 2015 une commune déléguée au sein de la commune nouvelle de Sèvremoine.

## Géographie
Commune maugeoise, Saint-Crespin-sur-Moine se situe à l'ouest de Montfaucon-Montigné, en limite de la Loire-Atlantique, sur la route D 147, Saint-Germain-sur-Moine, et aux abords de la D 223, Tillières.
Son territoire s'étend sur plus de 20 km2 (2 011 hectares) et son altitude varie de 17 à 96 mètres

## Histoire
Historiquement la commune faisait partie des Mauges, dans la région des Marches méridionales Bretagne-Anjou (évêché de Nantes, autour de Montfaucon).
En 2014, un projet de fusion de l'ensemble des communes de l'intercommunalité se dessine. Le 2 juillet 2015, les conseils municipaux de l'ensemble des communes du territoire communautaire votent la création d'une commune nouvelle baptisée Sèvremoine pour le 15 décembre 2015, dont la création est officialisée par arrêté préfectoral du 5 octobre 2015.

## Politique et administration

### Administration municipale

#### Administration actuelle
Depuis le 15 décembre 2015, Saint-Crespin-sur-Moine constitue une commune déléguée au sein de la commune nouvelle de Sèvremoine et dispose d'un maire délégué.
| Période                                  | Période                     | Identité            | Étiquette | Qualité |
| ---------------------------------------- | --------------------------- | ------------------- | --------- | ------- |
| 15 décembre 2015                         | 31 janvier 2019 (démission) | Marie-Claire Starel |           |         |
| 1er février 2019                         | 26 mai 2020                 | Christophe Caillaud |           |         |
| 26 mai 2020                              |                             | Philippe Bacle      |           |         |
| Les données manquantes sont à compléter. |                             |                     |           |         |

#### Administration ancienne
| Période                                  | Période       | Identité                            | Étiquette | Qualité     |
| ---------------------------------------- | ------------- | ----------------------------------- | --------- | ----------- |
| Les données manquantes sont à compléter. |               |                                     |           |             |
| 1891                                     | 1923          | Gustave du Doré                     |           |             |
| 1923                                     | mars 1965     | Antoine du Doré (fils du précédent) |           |             |
| mars 1965                                | mars 1989     | Raymond du Doré (fils du précédent) |           |             |
| mars 1989                                | mars 2008     | Marie-Thérèse Garnier               |           |             |
| mars 2008                                | décembre 2015 | Marie-Claire Starel                 | DVD       | Enseignante |

### Jumelage
| Saint-Crespin-sur-Moine a développé des actions de jumelage avec : - Manzat (France) depuis le 15 juillet 2000. Manzat est située à 396 kilomètres. | \| Saint-Crespin-sur-Moine Manzat \| |
| Saint-Crespin-sur-Moine Manzat |                                      |

### Ancienne situation administrative
La commune est membre en 2015 de la communauté de communes de Moine-et-Sèvre, elle-même membre du syndicat mixte Pays des Mauges. La création de la commune nouvelle de Sèvremoine entraîne sa suppression à la date du 15 décembre 2015, avec transfert de ses compétences à la commune nouvelle.
Jusqu'en 2014 Saint-Crespin-sur-Moine fait partie du canton de Montfaucon-Montigné et de l'arrondissement de Cholet. Dans le cadre de la réforme territoriale, un nouveau découpage territorial pour le département de Maine-et-Loire est défini par le décret du 26 février 2014. La commune est alors rattachée au canton de Saint-Macaire-en-Mauges, avec une entrée en vigueur au renouvellement des assemblées départementales de 2015.

## Population et société

### Évolution démographique
L'évolution du nombre d'habitants est connue à travers les recensements de la population effectués dans la commune depuis 1793. À partir du 1er janvier 2009, les populations légales des communes sont publiées annuellement dans le cadre d'un recensement qui repose désormais sur une collecte d'information annuelle, concernant successivement tous les territoires communaux au cours d'une période de cinq ans. 
Pour les communes de moins de 10 000 habitants, une enquête de recensement portant sur toute la population est réalisée tous les cinq ans, les populations légales des années intermédiaires étant quant à elles estimées par interpolation ou extrapolation. Pour la commune, le premier recensement exhaustif entrant dans le cadre du nouveau dispositif a été réalisé en 2007,.
En 2013, la commune comptait 1 588 habitants, en évolution de +2,98 % par rapport à 2008 (Maine-et-Loire : +3,3 %, France hors Mayotte : +2,49 %).
| 1793 | 1800 | 1806 | 1821 | 1831 | 1836  | 1841  | 1846  | 1851  |
| ---- | ---- | ---- | ---- | ---- | ----- | ----- | ----- | ----- |
| 961  | 762  | 796  | 975  | 985  | 1 065 | 1 087 | 1 181 | 1 145 |

| 1856  | 1861  | 1866  | 1872  | 1876  | 1881  | 1886  | 1891  | 1896  |
| ----- | ----- | ----- | ----- | ----- | ----- | ----- | ----- | ----- |
| 1 274 | 1 293 | 1 267 | 1 220 | 1 244 | 1 183 | 1 187 | 1 150 | 1 156 |

| 1901  | 1906  | 1911  | 1921 | 1926 | 1931 | 1936 | 1946 | 1954 |
| ----- | ----- | ----- | ---- | ---- | ---- | ---- | ---- | ---- |
| 1 111 | 1 090 | 1 037 | 908  | 921  | 919  | 890  | 863  | 896  |

| 1962  | 1968  | 1975  | 1982  | 1990  | 1999  | 2007  | 2012  | 2013  |
| ----- | ----- | ----- | ----- | ----- | ----- | ----- | ----- | ----- |
| 1 447 | 1 409 | 1 341 | 1 345 | 1 381 | 1 411 | 1 527 | 1 587 | 1 588 |

### Pyramide des âges
La population de la commune est relativement jeune. Le taux de personnes d'un âge supérieur à 60 ans (15,8 %) est en effet inférieur au taux national (21,8 %) et au taux départemental (21,4 %).
Contrairement aux répartitions nationale et départementale, la population masculine de la commune est sensiblement égale à la population féminine.
La répartition de la population de la commune par tranches d'âge est, en 2008, la suivante :
- 49,7 % d’hommes (0 à 14 ans = 23,5 %, 15 à 29 ans = 17,8 %, 30 à 44 ans = 24,9 %, 45 à 59 ans = 20,8 %, plus de 60 ans = 13,1 %) ;
- 50,3 % de femmes (0 à 14 ans = 21,5 %, 15 à 29 ans = 17,2 %, 30 à 44 ans = 23,2 %, 45 à 59 ans = 19,5 %, plus de 60 ans = 18,6 %).

| Hommes | Classe d’âge | Femmes |
| ------ | ------------ | ------ |
| 0,3    | 90 ans ou +  | 0,1    |
| 4,9    | 75 à 89 ans  | 7,6    |
| 7,9    | 60 à 74 ans  | 10,9   |
| 20,8   | 45 à 59 ans  | 19,5   |
| 24,9   | 30 à 44 ans  | 23,2   |
| 17,8   | 15 à 29 ans  | 17,2   |
| 23,5   | 0 à 14 ans   | 21,5   |

| Hommes | Classe d’âge | Femmes |
| ------ | ------------ | ------ |
| 0,4    | 90 ans ou +  | 1,1    |
| 6,3    | 75 à 89 ans  | 9,5    |
| 12,1   | 60 à 74 ans  | 13,1   |
| 20,0   | 45 à 59 ans  | 19,4   |
| 20,3   | 30 à 44 ans  | 19,3   |
| 20,2   | 15 à 29 ans  | 18,9   |
| 20,7   | 0 à 14 ans   | 18,7   |

## Économie
Sur 119 établissements présents sur la commune à fin 2010, 32 % relevaient du secteur de l'agriculture (pour une moyenne de 17 % sur le département), 11 % du secteur de l'industrie, 8 % du secteur de la construction, 40 % de celui du commerce et des services et 10 % du secteur de l'administration et de la santé.

## Culture locale et patrimoine

### Lieux et monuments
- Maison du mineur et des énergies : espace ludique et interactif pour découvrir les énergies naturelles, l'exploitation de la mine d'uranium, l'électricité, le cycle de l'eau...
- Ferme animalière de la Bottière : parc vallonné de 6 hectares, découverte des animaux de la ferme issues de races anciennes et originales.
- Espace botanique de Bikini : espace botanique rassemblant les différentes espèces d'arbres les plus fréquentes dans les Mauges.

### Personnalités liées à la commune
- Léontine Marie Gauvreau 1884-1966, la tradition orale la présente comme une femme de caractère ayant pris une part active dans la Résistance 1940-44[20],[21] ;